# デネ・エニセイ語族
デネ・エニセイ語族（デネ・エニセイごぞく、Dené–Yeniseian languages）は2008年にエドワード・ヴァイダが発表した説に基づく語族名。既存のナ・デネ語族とエニセイ語族からなる。

## 経緯
エニセイ語族とナ・デネ語族は、抱合語・能格言語的な特徴や、人称代名詞などに関して似た点があり、同系統とする説はかつてからあったが、言語学的に広く認められたものではなかった。しかし、2008年にエドワード・ヴァイダによりエニセイ語族とナ・デネ語族が同系統である可能性が高いことが明らかにされた。この2つの語族を合わせてデネ・エニセイ語族という呼称が提案されている。
仮にこの学説が正しいとすると、ベーリング海を挟んで分布するエスキモー・アレウト語族を除いて、アジア大陸とアメリカ大陸との間の言語的連続が初めて証明される事となる。

## 比較
| 日本語 | ケット語 | ナバホ語 |
| ------ | -------- | -------- |
| 石     | təˀs     | tsé      |
| 足     | kiˀs     | (a)keeʼ  |
| 古い   | sīn      | sání     |
| 蛇     | tìɣ      | tłʼiish  |

Vajda, Edward J. (2010)　より
- デネ・エニセイ語族の語彙比較（英語版）

## 系統樹
|  | トリンギット語                                                |
|  |                                                               |
|  | \| \| イヤック語 \| \| \| \| \| \| アサバスカ諸語 \| \| \| \| |
|  |                                                               |
|  | イヤック語                                                    |
|  |                                                               |
|  | アサバスカ諸語                                                |
|  |                                                               |

|  | イヤック語     |
|  |                |
|  | アサバスカ諸語 |
|  |                |

|  | トリンギット語                                                |
|  |                                                               |
|  | \| \| イヤック語 \| \| \| \| \| \| アサバスカ諸語 \| \| \| \| |
|  |                                                               |
|  | イヤック語                                                    |
|  |                                                               |
|  | アサバスカ諸語                                                |
|  |                                                               |

|  | イヤック語     |
|  |                |
|  | アサバスカ諸語 |
|  |                |